# Autoliv
Autoliv es una empresa sueca-americana con sede en Estocolmo, Suecia, que en 1997 surgió de la fusión de la compañía sueca Autoliv AB y Morton Automotive Safety Products, Inc., una división de la firma americana Morton International.
Autoliv desarrolla y manufactura sistemas de seguridad para automóviles para los mayores fabricantes de automóviles del mundo. Conjuntamente con sus joint ventures Autoliv tiene más de 80 instalaciones con 48.000 empleados en 29 países. Además, la compañía tiene 17 centros de desarrollo e ingeniería en nueve países en todo el mundo, incluyendo 20 pistas de pruebas, más que cualquier otra empresa del sector de la seguridad en el automóvil. Las acciones de la compañía están listadas en la bolsa de Nueva York y en la bolsa de Estocolmo.